# Festival ambasád
Festival ambasád (celým označením Festival Ambasád – Food & Culture) je mezinárodní celodenní (8.00 až 20.00 hodin) street food festival každoročně pořádaný Městskou částí Praha 6 (ve spolupráci se zapsaným spolkem Farmářské trhy) v sobotu vždy v první červnové dekádě na zelené travnaté ploše u Vítězného náměstí v pražských Dejvicích. Nedílnou součástí této akce jsou i tradiční dopolední (8.00 až 14.00 hodin) farmářské Trhy na Kulaťáku v Technické ulici u vysokoškolských budov v areálu ČVUT Praha, kde lze zakoupit květiny, ovoce, zeleninu, sýry, maso, občerstvení a další podobné a obvyklé farmářské produkty.

## Historie vzniku
Myšlenka na samostatný Festival ambasád vznikla již v roce 2015 na farmářském trhu na Kulaťáku, kde bylo veřejnosti představeno Sdružení národů jihovýchodní Asie (ASEAN). Vlastní nápad oslovit všechny ambasády iniciovali velvyslanci Thajska a Malajsie. Praha 6 hostí na svém území většinu zahraničních ambasád a zastoupení. Tyto subjekty byly osloveny s nabídkou, aby v rámci farmářských trhů na Kulaťáku představili i svou gastronomii a kulturu. Zároveň byly osloveny jak zahraniční tak i české hudební či taneční soubory nebo sportovní kluby, zda by v rámci doprovodného programu nechtěli představit hudbu, tanec či sport (např. bojová umění) charakteristická pro země vystavovatelů.
V pořadí první ročník Festivalu ambasád se konal v sobotu 4. června 2016, trval jen od 8 do 16 hodin a uskutečnil se striktně v rámci Farmářský trhů na Kulaťáku. Součástí bylo jen 50 stánků, kde se prezentovalo 39 ambasád a již tenkrát nechyběl ani doprovodný kulturní program.

## Zakladatelé a organizátoři
U základního kamene a za organizací farmářských trhů na Kulaťáku a Festivalu ambasád stojí několik osob. Jedním z nich je podnikatel Miroslav Dušek – logistická opora Farmářských trhů na Kulaťáku. Zajímá se o lokální suroviny, tradiční recepty a světovou kuchyni, má rád gastronomii a disponuje vyvinutým smyslem pro kulinářství. Od roku 2010 spoluorganizuje Farmářské trhy na Kulaťáku i Monika Dušková. Pohybuje se v oboru PR, marketingu, zajišťuje organizaci různých akcí. Má praxi ve správě sociálních sítí, webových stránek a v produkčním řízení nejrůznějších projektů (působila i v oblasti charitativní). U zrodu farmářských trhů na Praze 6 na Vítězném náměstí stála Jana Blažíčková, po tři volební období vykonávala funkci zastupitelky MČ Praha 6. Důležitou postavou při zakládání Festivalu ambasád hrál a v následném jeho fungování hraje český designér, výtvarník a typograf Pavel Šťastný. Pro Českou centrálu cestovního ruchu vytvářel prezentační expozice České republiky na veletrzích po celém světě. Působí jako kurátor výstav a módních přehlídek. Farmářské trhy na Kulaťáku patří do portfolia jím úspěšně realizovaných projektů.[zdroj?]

Představování zakladatelů, organizátorů a čestných hostů Festivalu ambasád
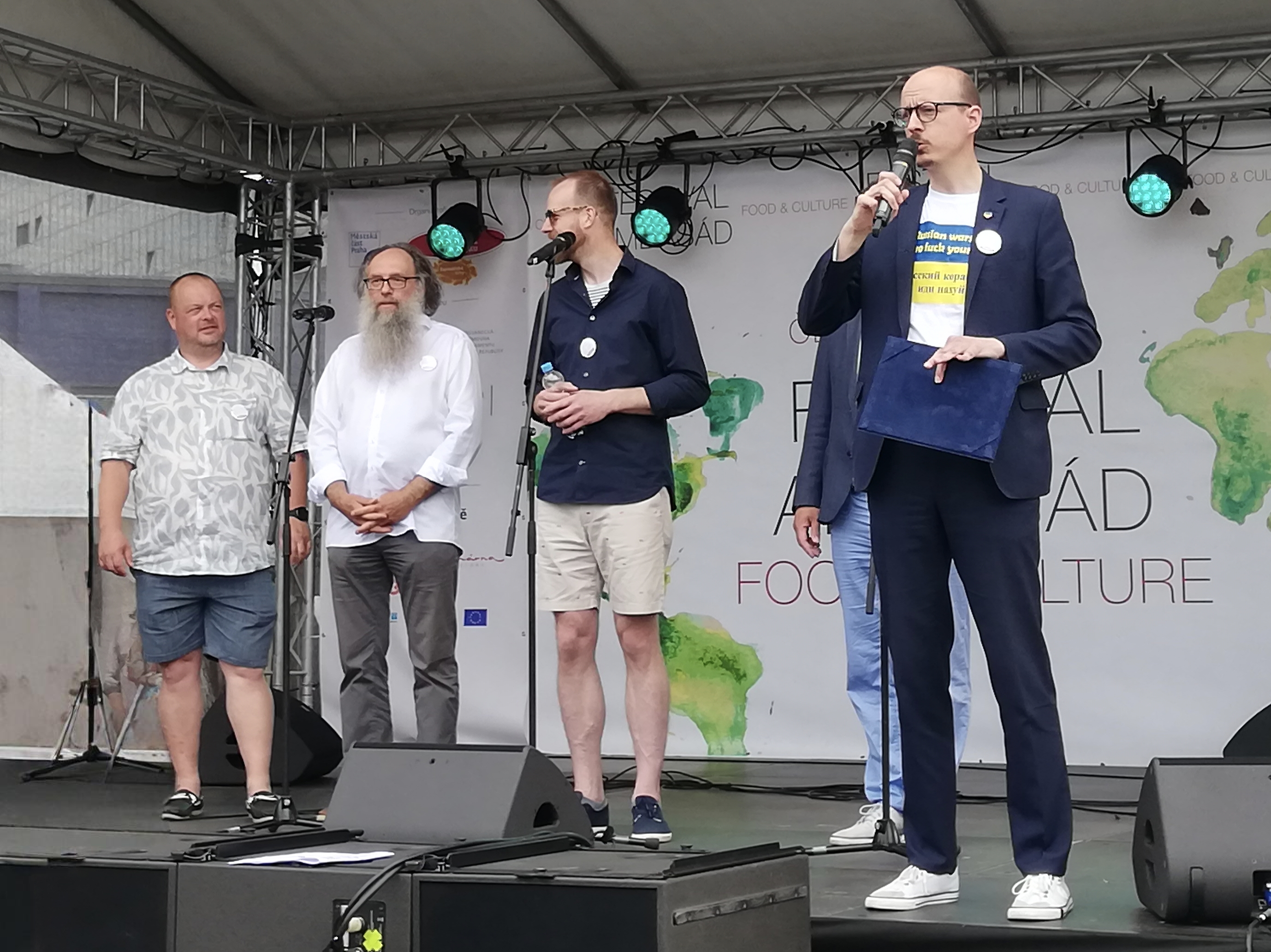
5. ročník (rok 2022)
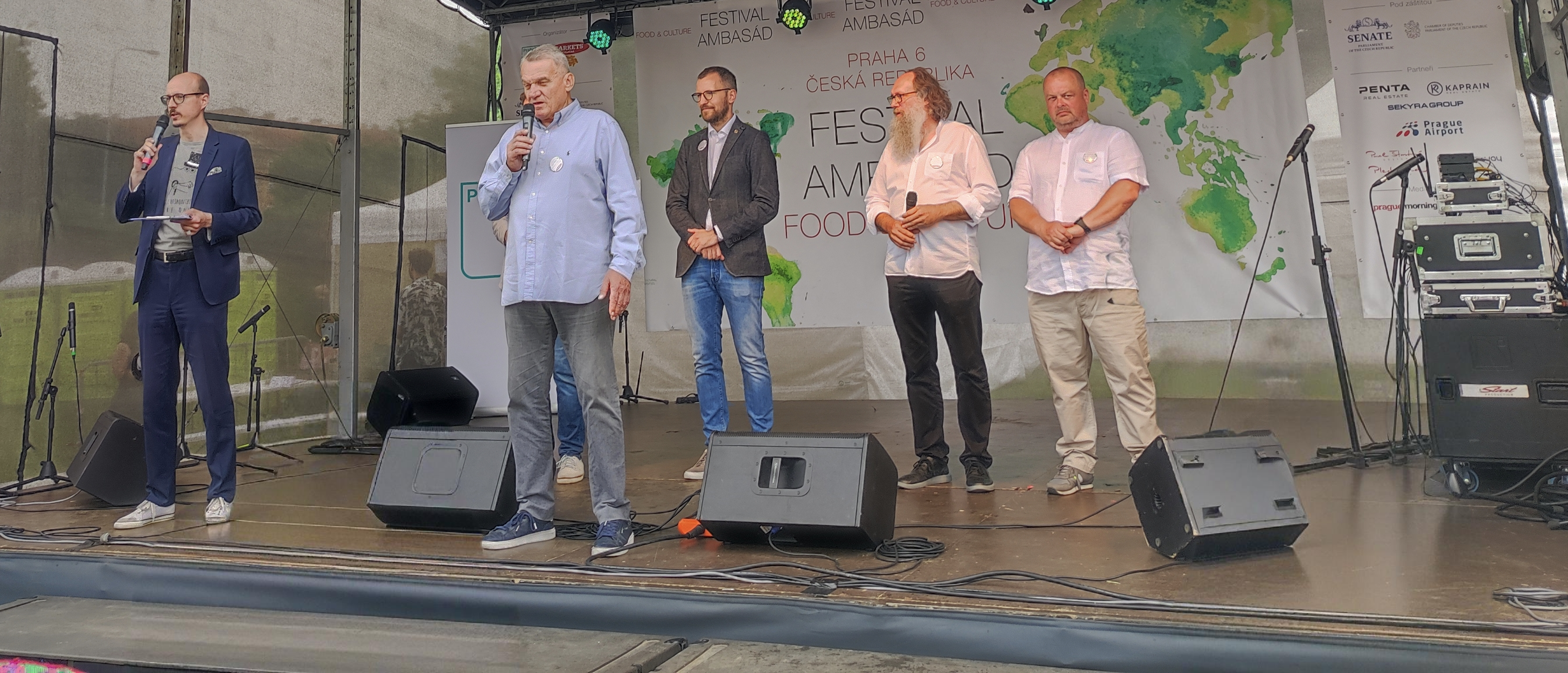
6. ročník (rok 2023)
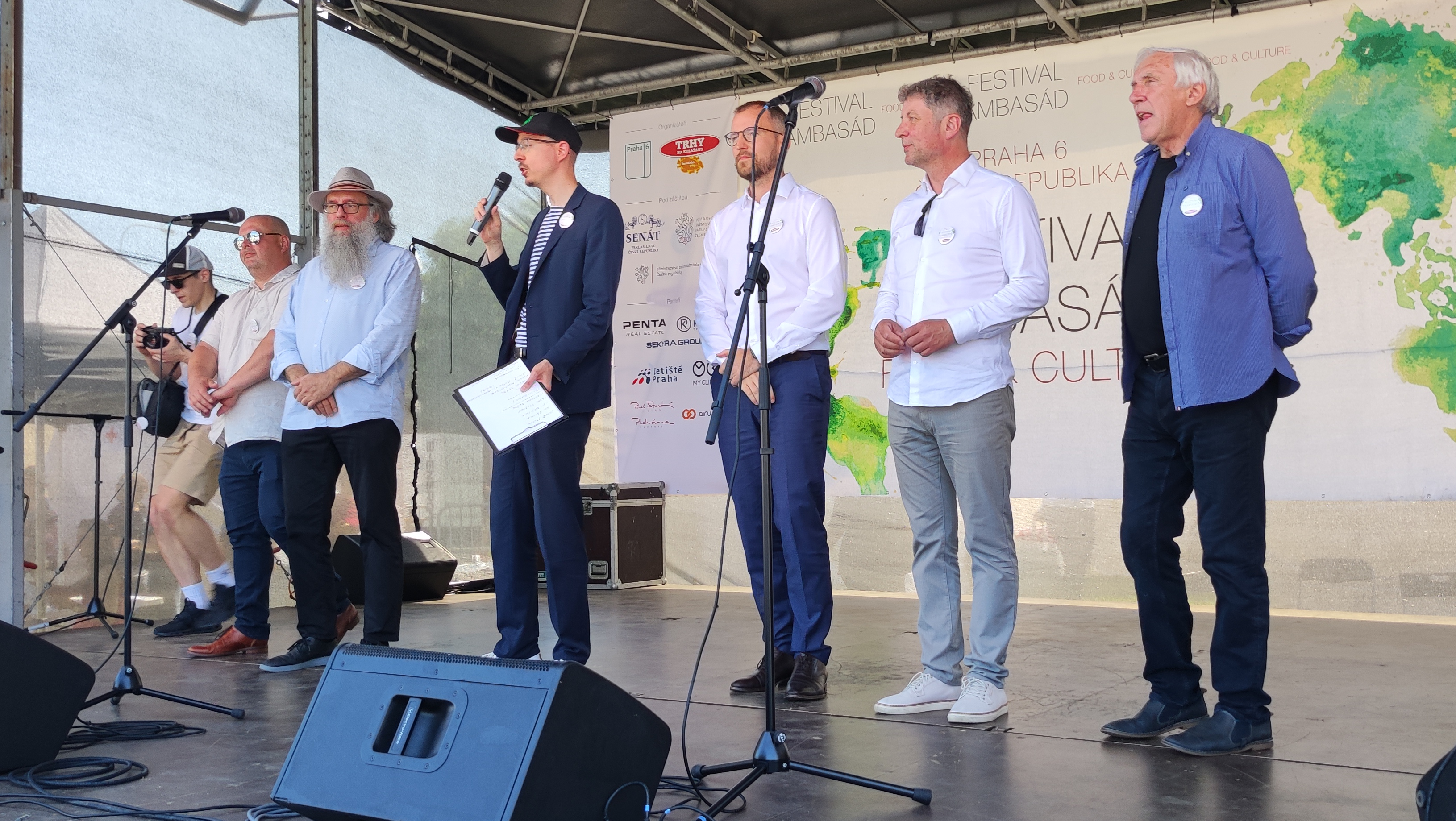
7. ročník (rok 2024)
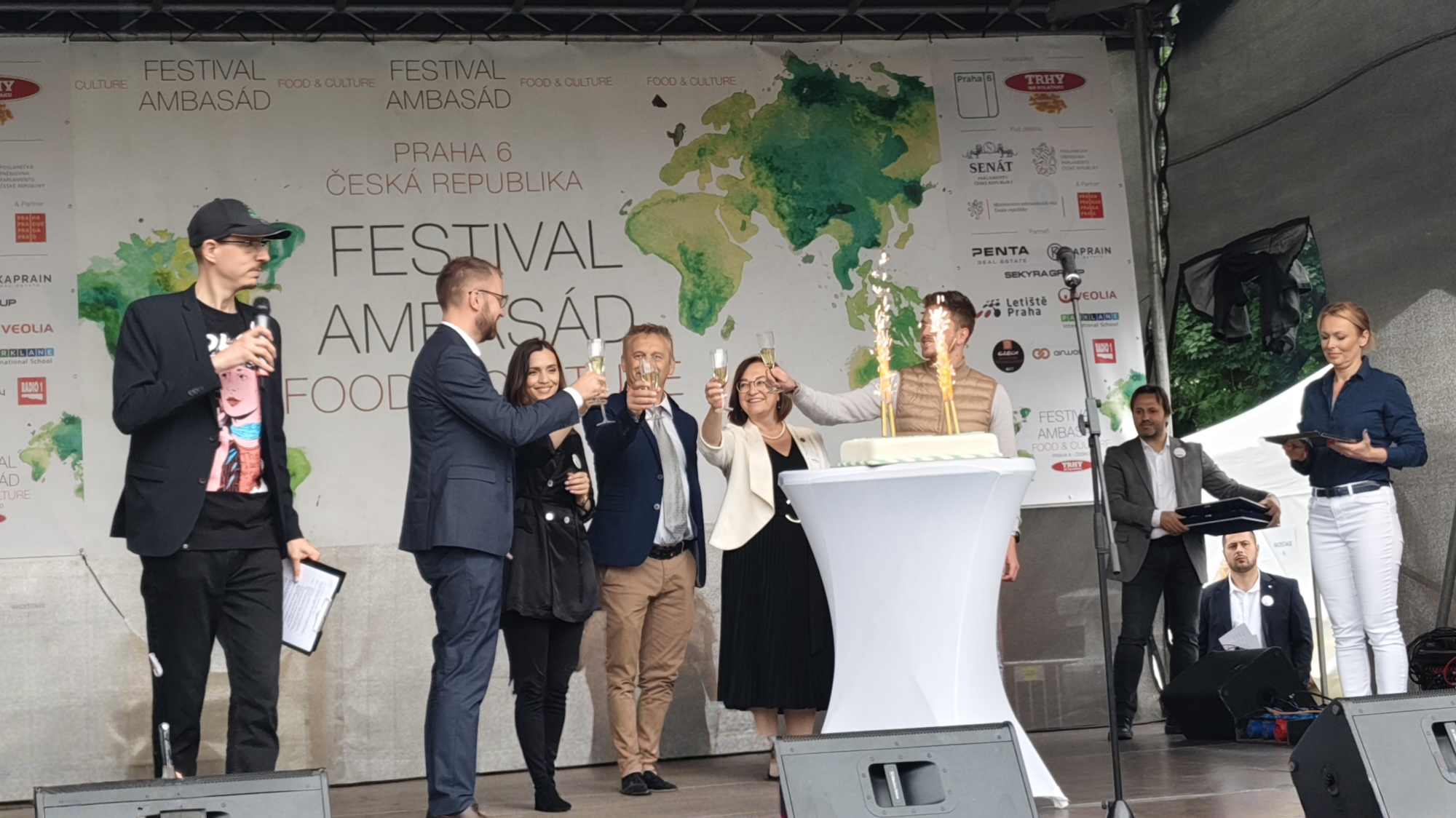
8. ročník (rok 2025)

## Podrobněji
Na festivalu se prezentují (gastronomií, kulturou, oblečením i tradicemi) jednotlivé země mající svoje zastoupení v České republice prostřednictvím svých ambasád, honorárních konzulátů nebo svých hospodářských komor. Kromě nich se zde objevují i stánky sprátelených (družebních) zahraničních obcí, měst a regionů. Akce se vždy na jejím počátku účastní osobně i velvyslanci jednotlivých zemí.

Úvodní představení velvyslanců – zástupců jednotlivých zemí
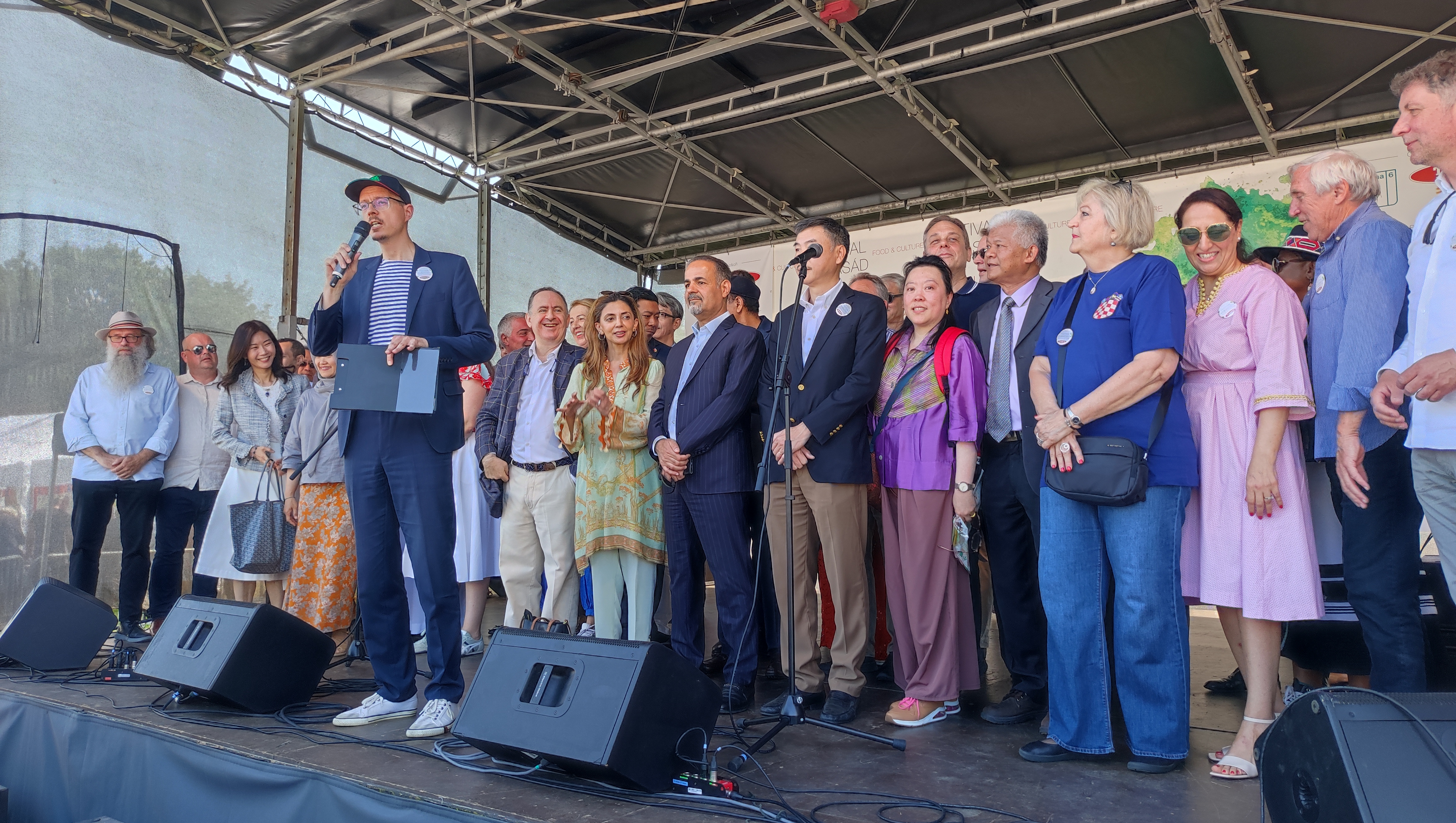
Rok 2024
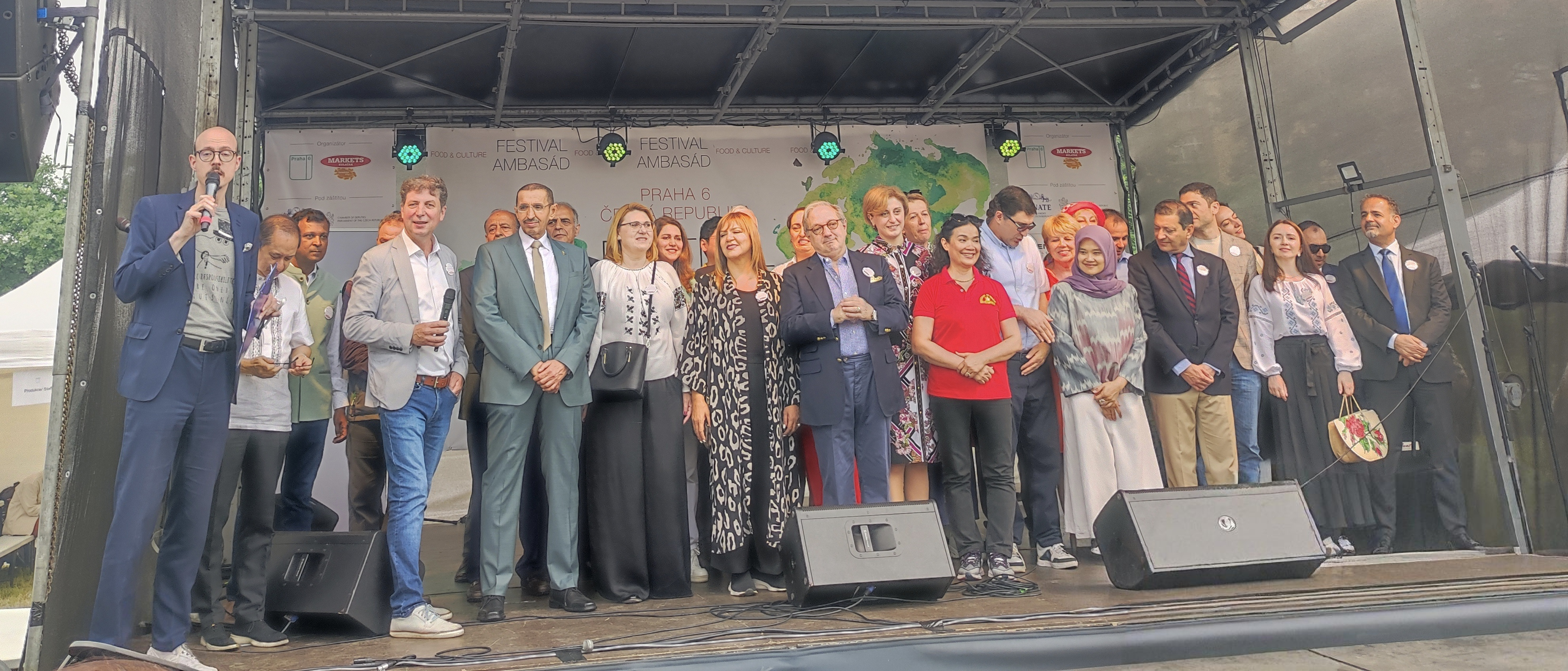
Rok 2023

V roce 2025 proběhl již v pořadí 8. ročník tohoto festivalu s účastí zástupců 56 zemí světa. Na stáncích prezentují jednotlivé země své originální tradiční pokrmy z typických surovin ochucených neobvyklým kořením. Na přípravě pokrmů se podílejí buď samotní velvyslanci, jejich manželky, rodinní příslušníci či pracovníci jejich ambasád nebo příslušnici jejich země trvale žijící v Praze. Některé země si pro tento účel najímají i známé kuchaře.

Stánky s prezentací jídel a kultury jednotlivých zemí (rok 2025)
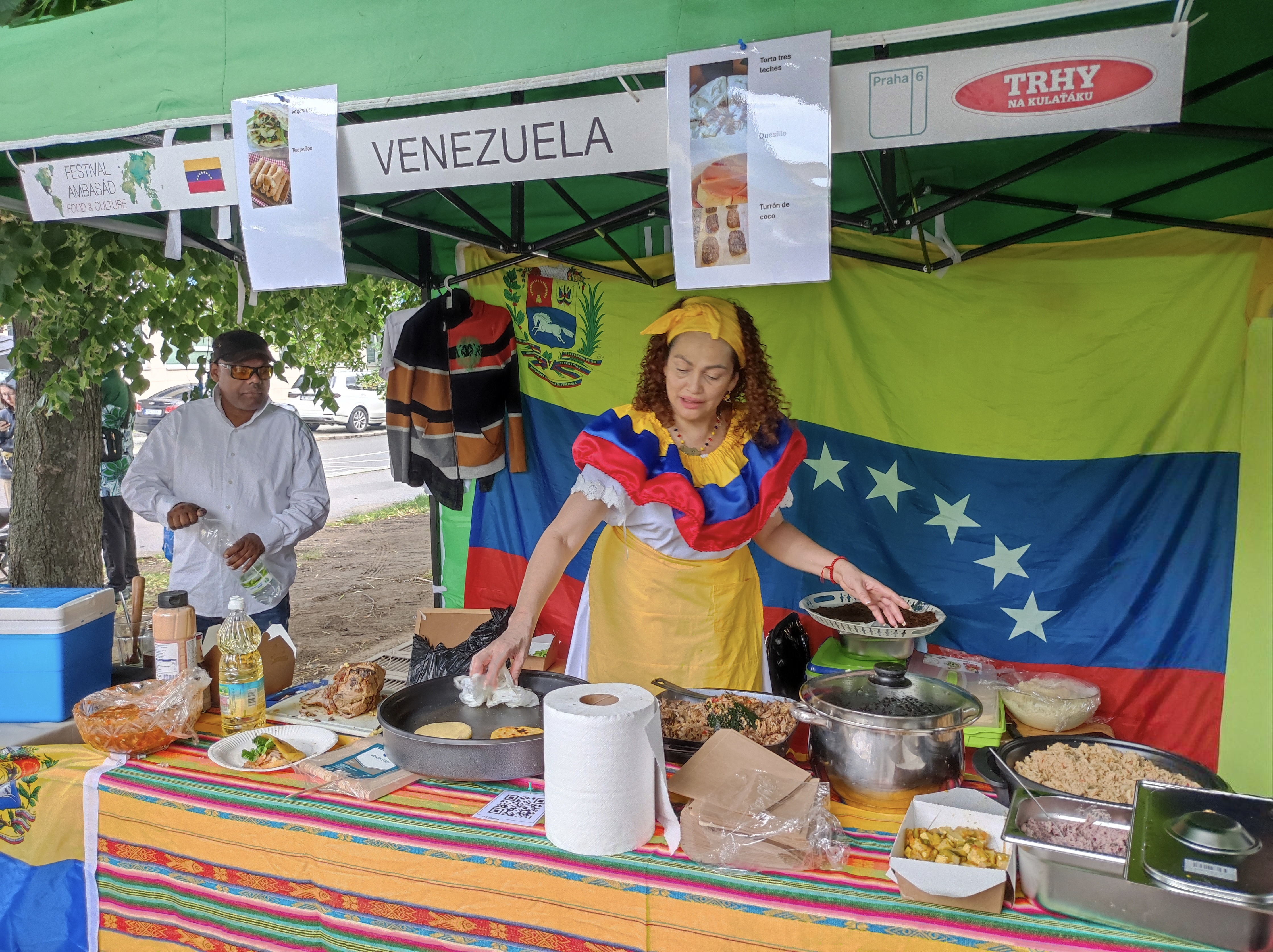
Venezuela
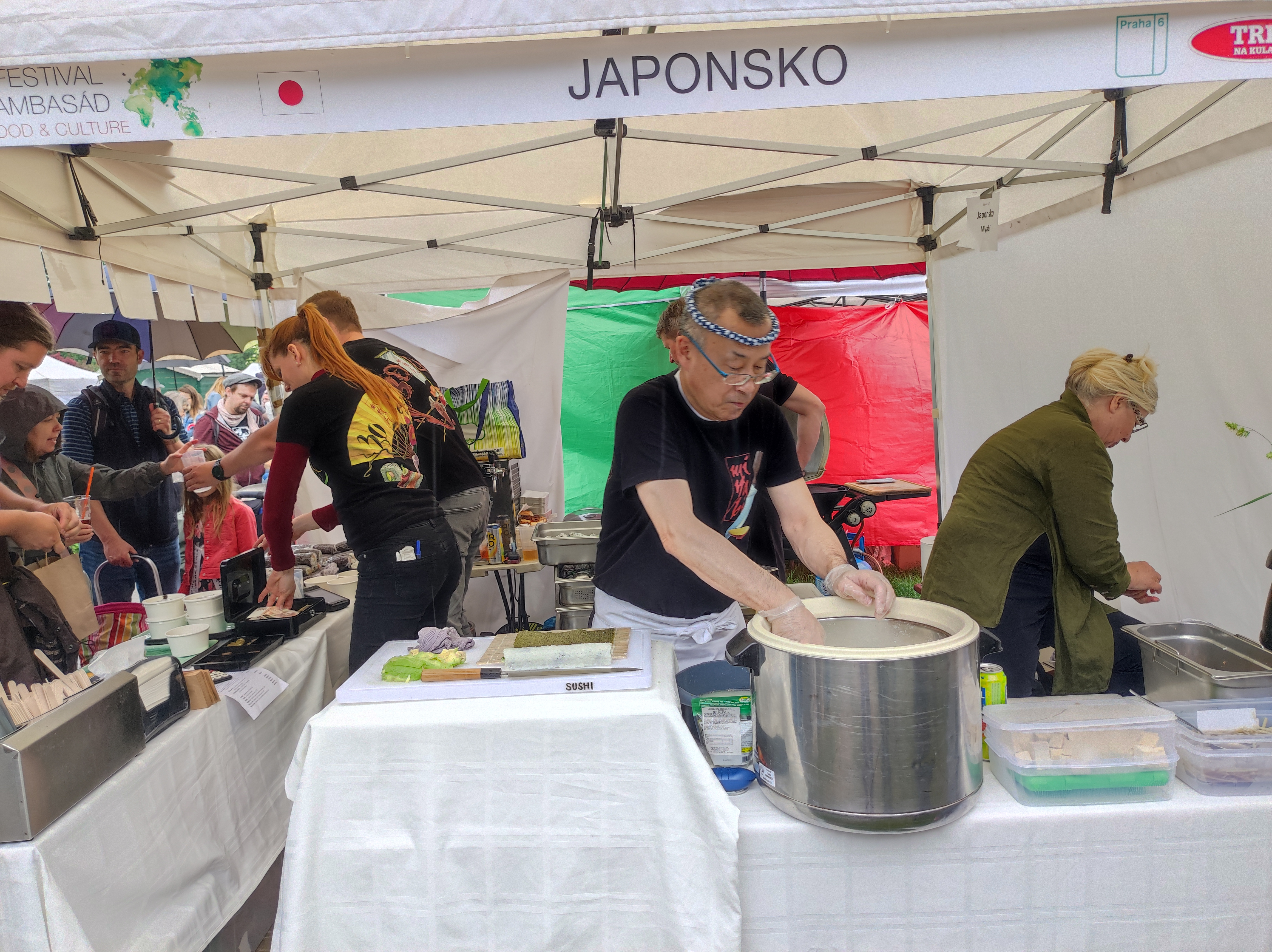
Japonsko
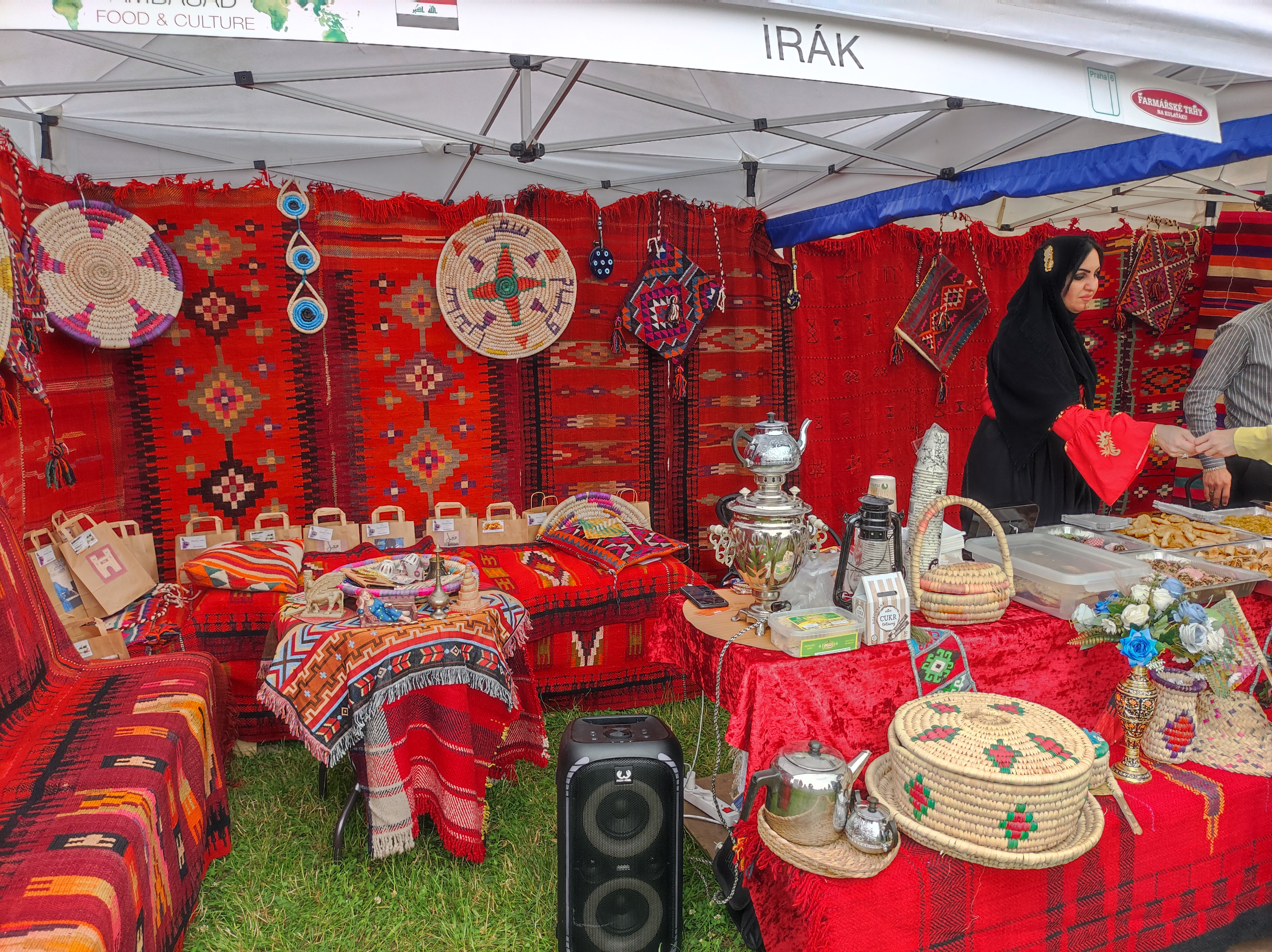
Irák
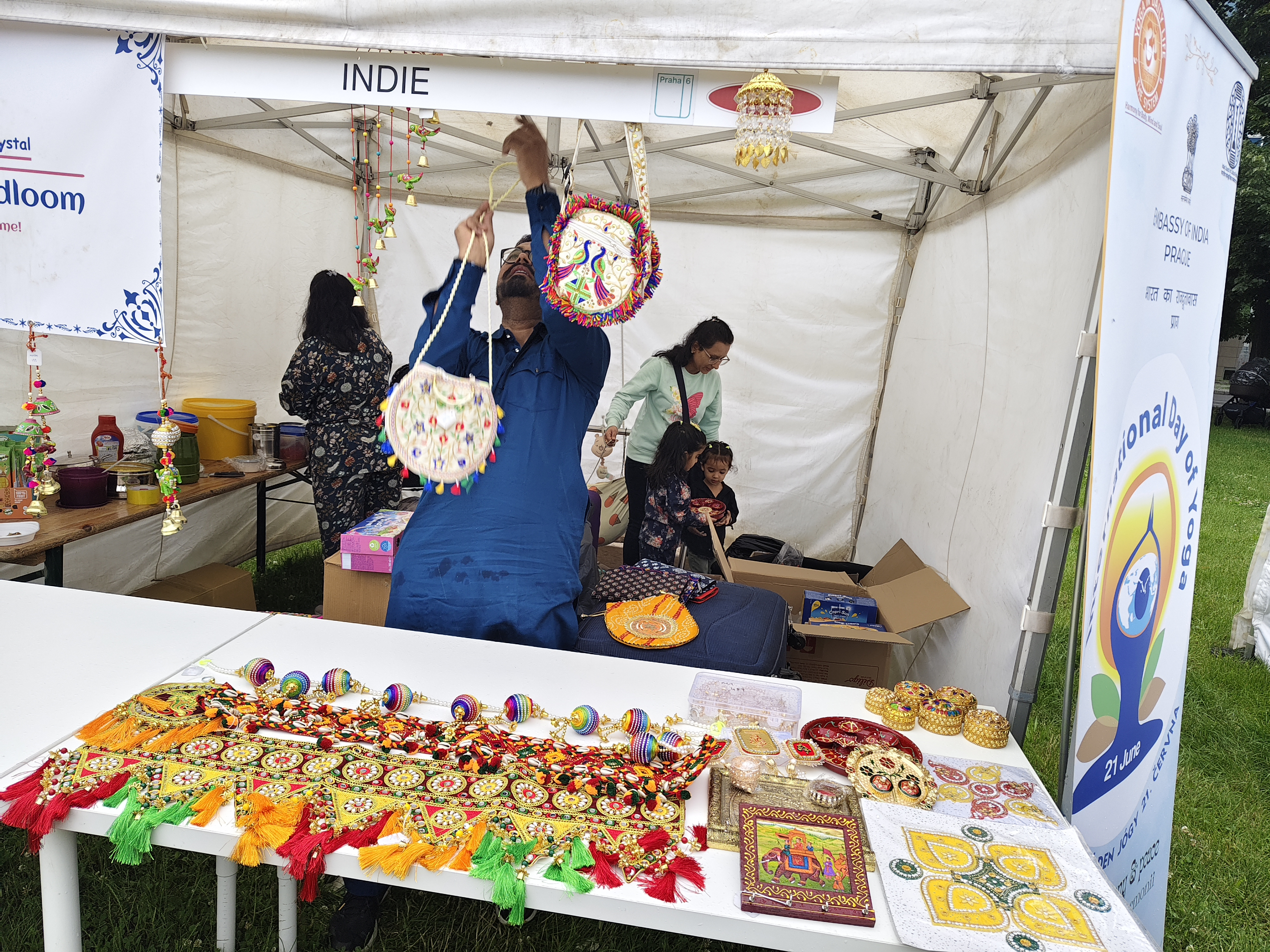
Indie

### Prezentace jiných organizací

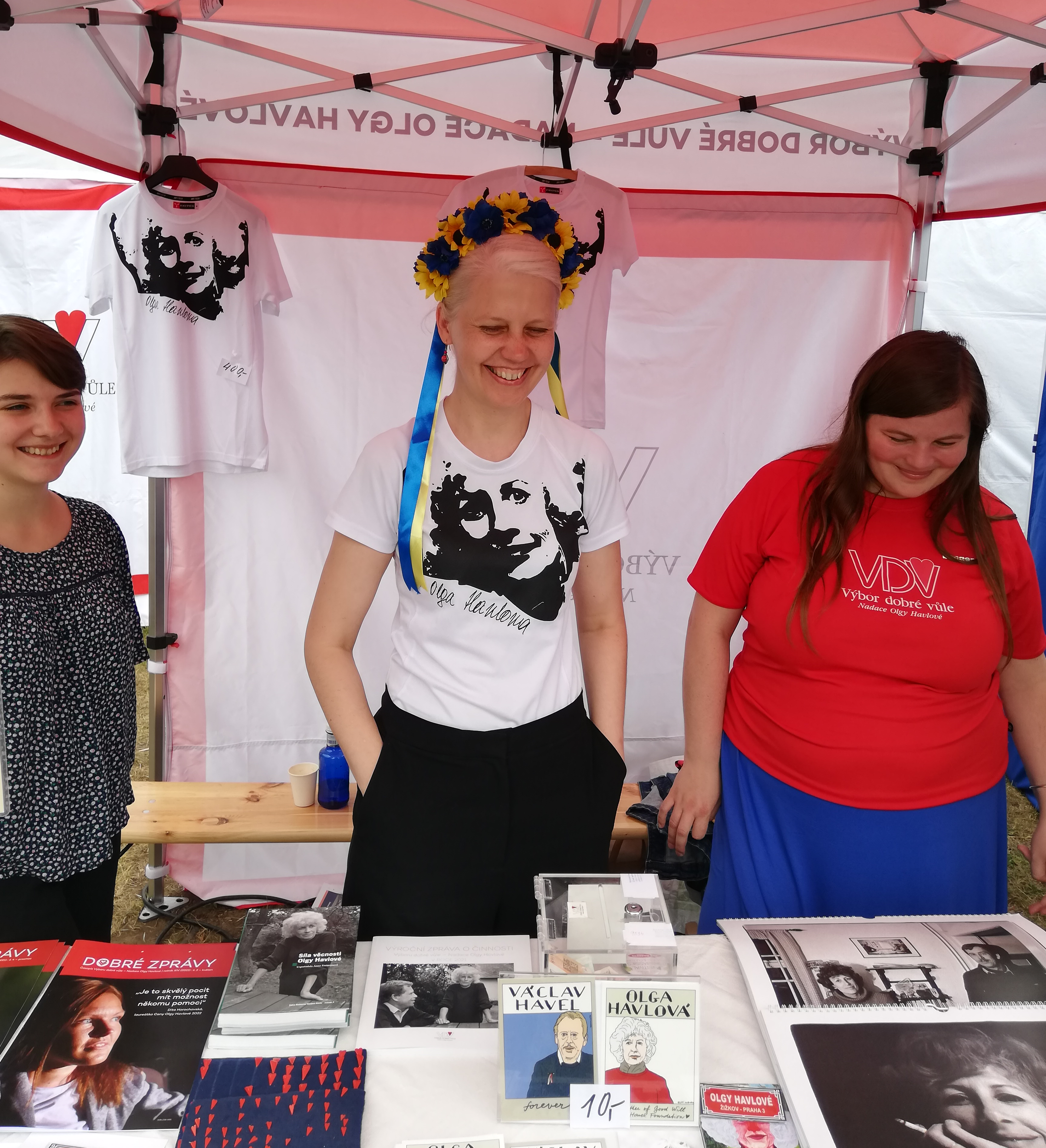
Stánek VDV – Nadace Olgy Havlové (rok 2022)

Kromě ochutnávky pokrmů a nápojů typických pro dané země poskytuje Festival ambasád prostor i pro prodej tuzemských produktů (zmrzlina, moravská vína, piva malých pivovarů, sladkosti, dezerty), upomínkových a originálních předmětů a současně je dán prostor i pro prezentaci jiných organizací souvisejících s turismem a cestováním (např. Letiště Praha, Dům zahraniční spolupráce (DZS), Ministerstvo zahraničních věcí České republiky), s charitou (např. Červeny kříž, Výbor dobré vůle – Nadace Olgy Havlové) nebo místně s Prahou 6 (např. Armáda České republiky).

### Doprovodný program
Festival ambasád je provázen i kulturním programem na venkovním krytém podiu (stage). Ten je zahajován v dopoledních hodinách krátkými uvítacími proslovy zástupců MČ Praha 6, Parlamentu ČR, Senátu ČR a organizátorů vlastní akce. Dále následují krátká a stručná osobní představení velvyslanců jednotlivých zemí, které se Festivalu ambasád účastní. Na podiu se také veřejně prezentují setkání zástupců spřátelených (družebních) měst (např. Bayreuth – Německo; Poreč – Chorvatsko; Roncegno Terme – Itálie) s organizátory festivalu, politiky a zástupci Prahy.[zdroj?]
Poté následují (s nezbytnými technickými přestávkami nutnými pro úpravu ozvučení krytého venkovního podia) hudební či taneční vystoupení souborů a umělců charakteristické pro zapojené země. Nezřídka se v této části kulturního programu angažuje i velvyslanec nebo jeho rodinní příslušníci, zaměstnanci ambasády či kulturní skupiny působící v Praze nebo ČR, které se ve své náplni zabývají typem umění či pohybovými aktivitami, které jsou pro danou zemi charakteristické (například Mariachi Azteca de Praga).

Doprovodný kulturní program Festivalu ambasád
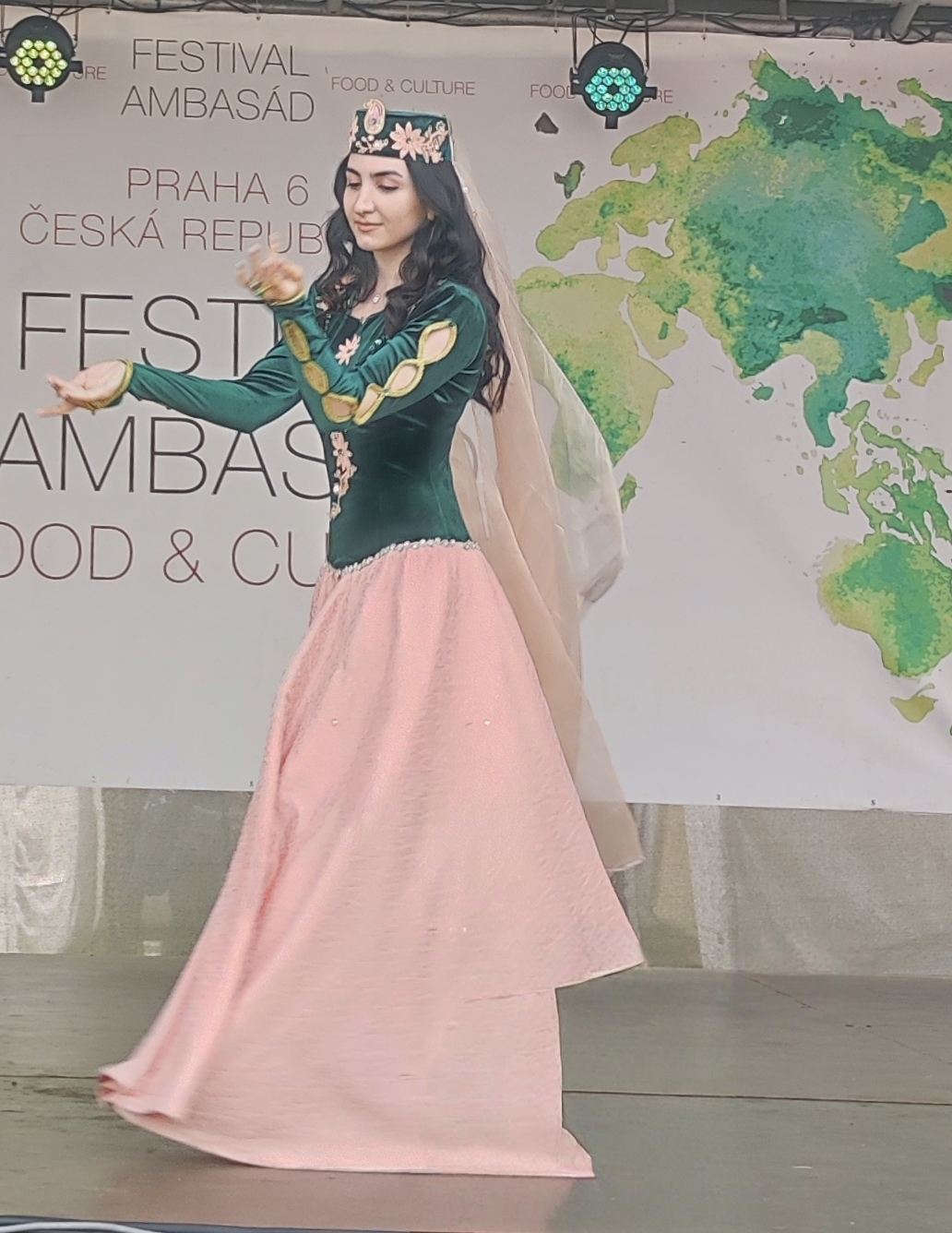
Rok 2023
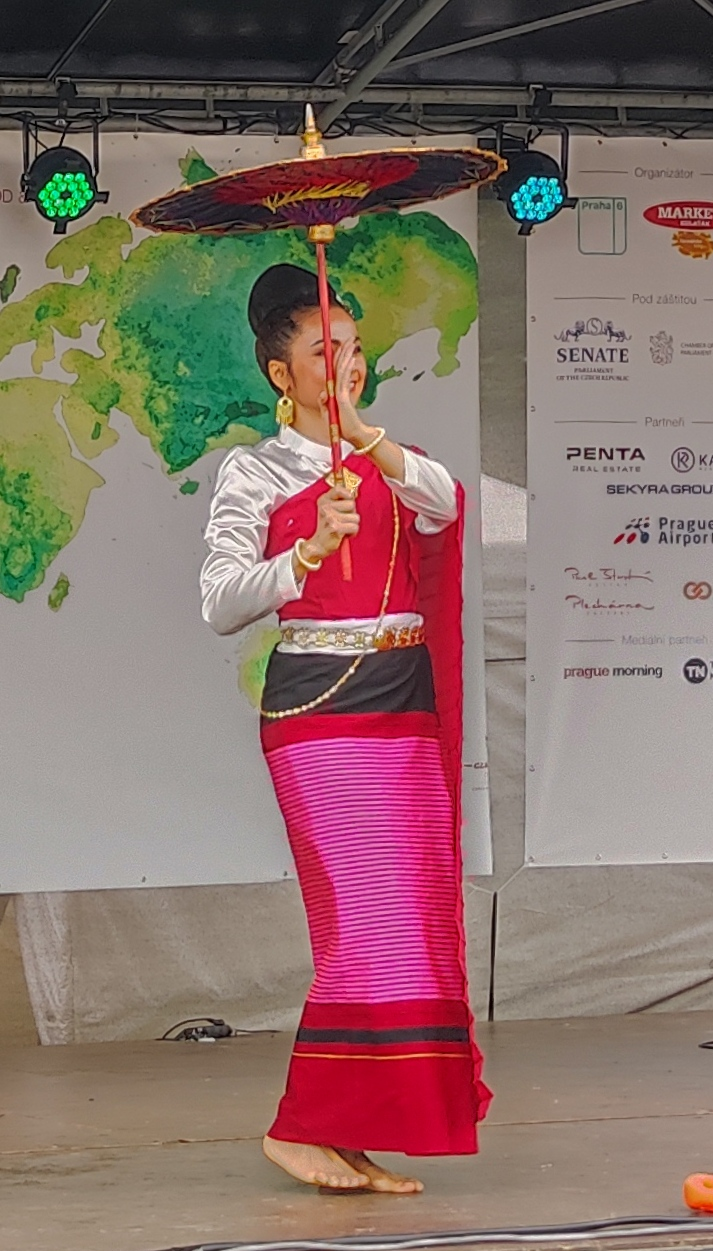
Rok 2023
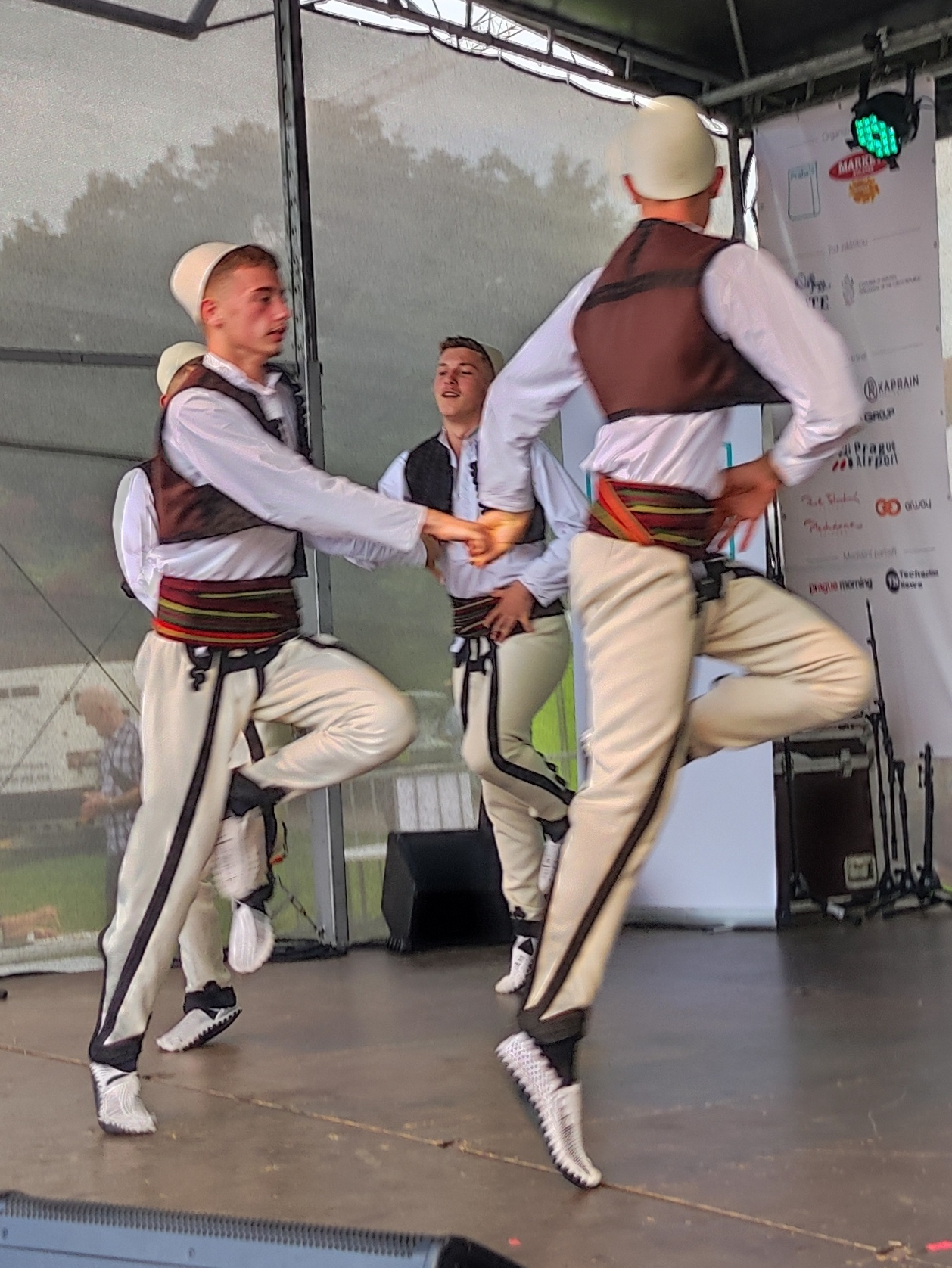
Rok 2023
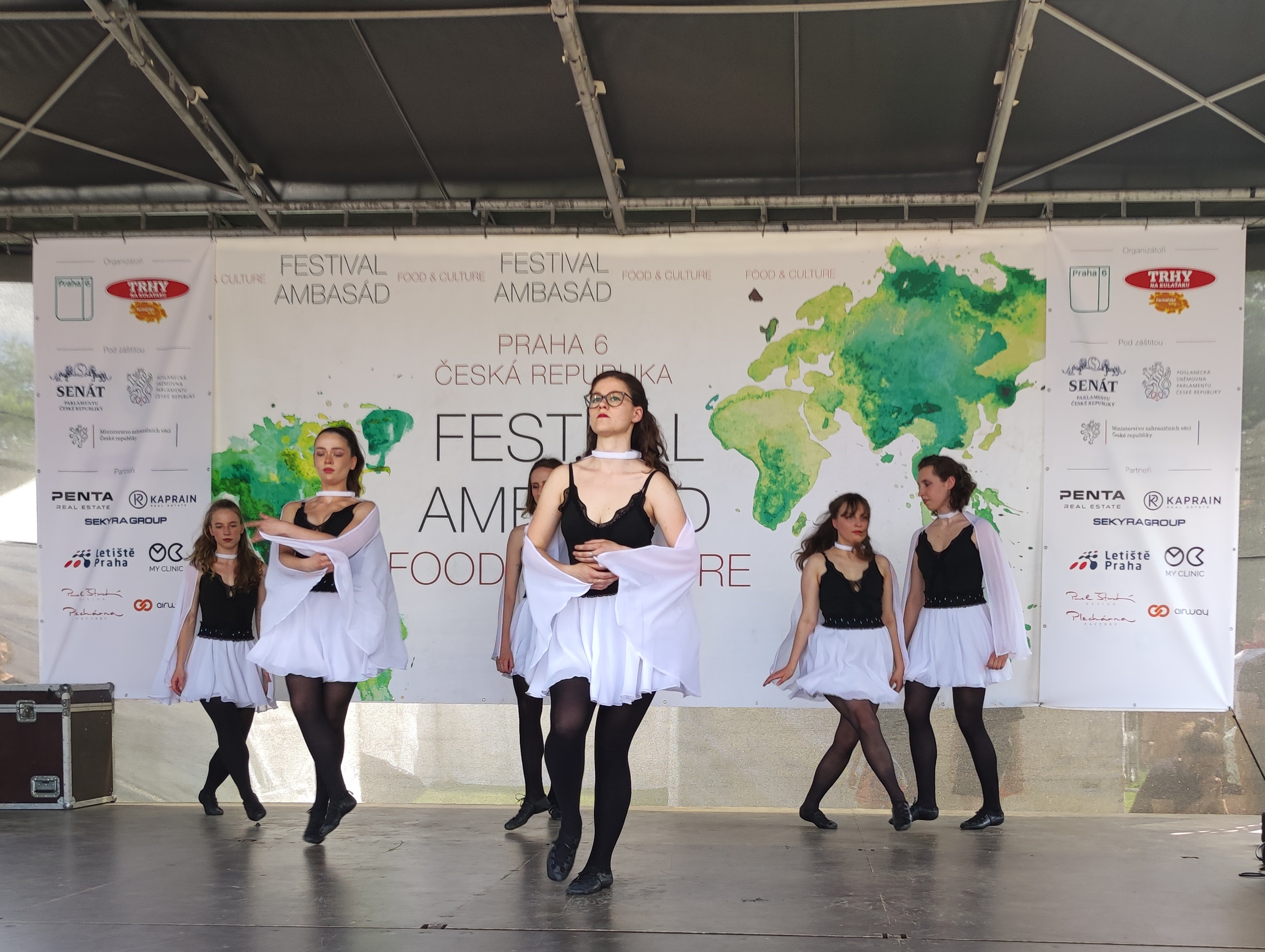
Rok 2024
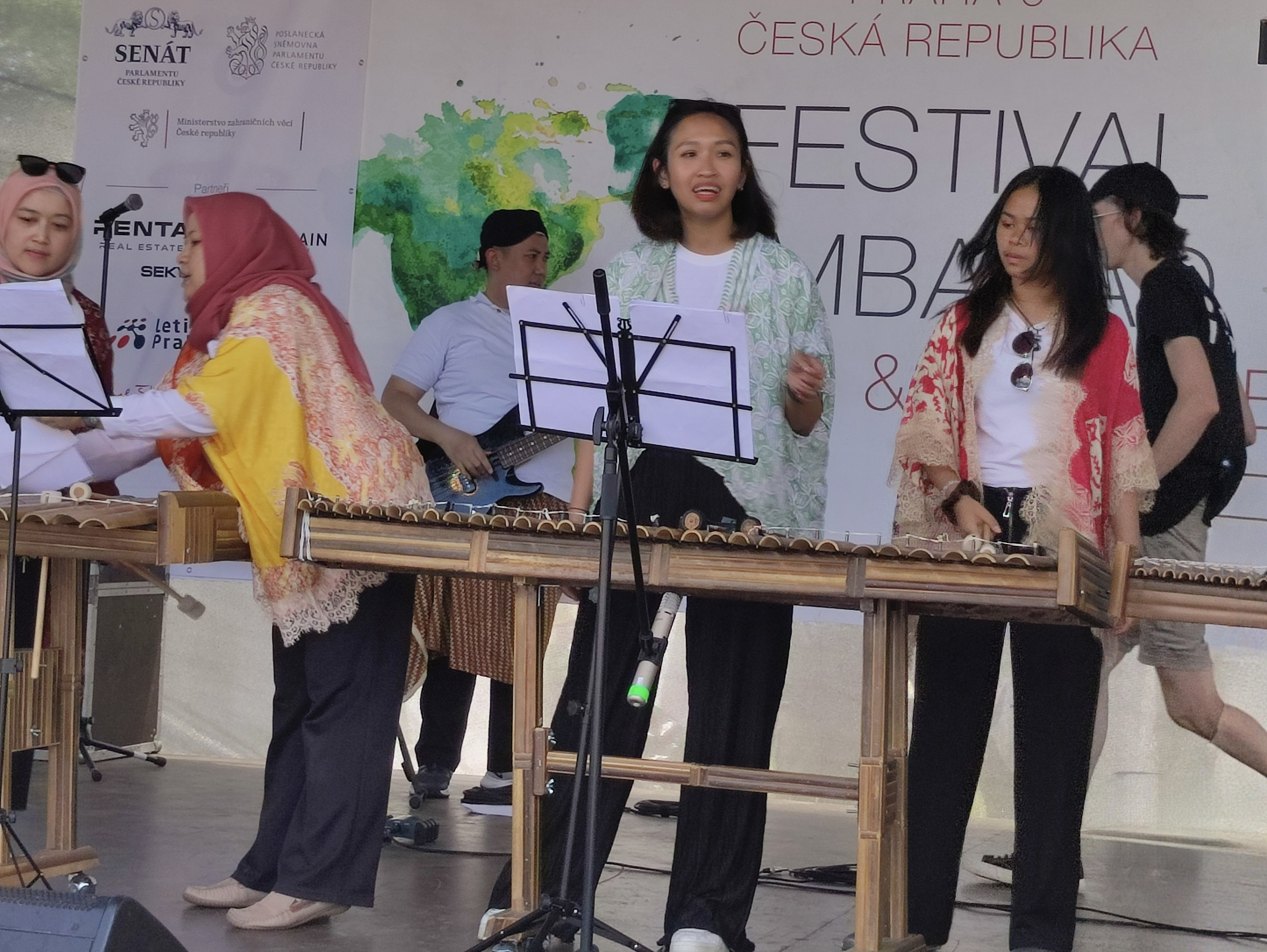
Rok 2024

### Návštěvnost, zastoupení zemí
Typická návštěvnost Festivalů ambasád je 15 000 až 20 000 (rok 2024) osob. Na festivaly ambasád se přihlašují obvykle následující země (viz seznam), ale na konkrétní akci se jich nakonec prezentuje o něco méně (typicky se počet zúčastněných zemí pohybuje v rozmezí 50 až 60):
- Afghánistán
- Alžírsko
- Argentina
- Arménie
- Ázerbájdžán
- Bhútán
- Bosna a Hercegovina
- Brazílie
- Bulharsko
- Demokratická republika Kongo
- Egypt
- Filipíny
- Ghana
- Gruzie
- Chile
- Chorvatsko
- Indie
- Indonésie
- Irák
- Izrael
- Japonsko
- Jemen
- Jihoafrická republika (JAR)
- Jordánsko
- Kambodža
- Kamerun
- Katar
- Kazachstán
- Kolumbie
- Korejská republika
- Kongo demokratická republika
- Korejská republika
- Kosovo
- Kuvajt
- Kypr
- Malajsie
- Maroko
- Mexiko
- Moldavsko (Moldávie)
- Mongolsko
- Myanmar
- Nigérie
- Pákistán
- Palestina
- Peru
- Pobřeží slonoviny
- Polsko
- Portugalsko
- Republika Severní Makedonie
- Rumunsko
- Řecko
- Saúdská Arábie
- Slovensko
- Slovinsko
- Srbsko
- Súdán
- Sýrie
- Španělsko
- Švýcarsko
- Tchaj-wan
- Thajsko
- Tunisko
- Turecko
- Ukrajina
- Venezuela
- Vietnam
- Zambie